# Richie Hernández
Ricardo Hernández, detto Richie (7 maggio 1955), è un ex cestista portoricano.

## Carriera
Con Porto Rico ha disputato i Campionati americani del 1984.